# Tornassolada gran
La tornassolada gran (Apatura iris) és una espècie de lepidòpter papilionoïdeu de la família dels nimfàlids (Nymphalidae) present als Països Catalans.

## Distribució
Es troba a Europa, nord-oest del Kazakhstan, sud dels Urals, Amur, nord-est de la Xina i Corea. A la península Ibèrica es troba a Minho (Portugal), Serra de Guadarrama, Serra de la Demanda, Serralada Cantàbrica, oest dels Pirineus fins a la Vall d'Aran i immediacions d'aquestes zones. És considerada com una de les espècies més rares del continent europeu.

## Descripció

### Imago
Envergadura alar d'entre 64 i 70 mm. Similar a Apatura ilia, es diferencia fàcilment d'aquesta per l'absència d'un ocel marró normalment ben definit a s2 de l'anvers de les ales anteriors i per la banda discal blanca, més definida al revers de les ales posteriors i amb projecció a s4 l'anvers; també és més grossa que A. ilia.
Dimorfisme sexual accentuat. Els mascles destaquen pel reflex blau marí de les seves ales anteriors quan hi incideix la llum, mentre que les femelles només tenen el color negre opac. Als anversos d'ambdós sexes presenten un ocel a cada ala posterior (un a cada ala al revers i més discrets el de les posteriors) i franges i punts blancs. Els reversos presenten diverses tonalitats marronoses (tant molt clares com molt fosques), blanques i negres; en posició activa destaca l'ocel de les ales anteriors.

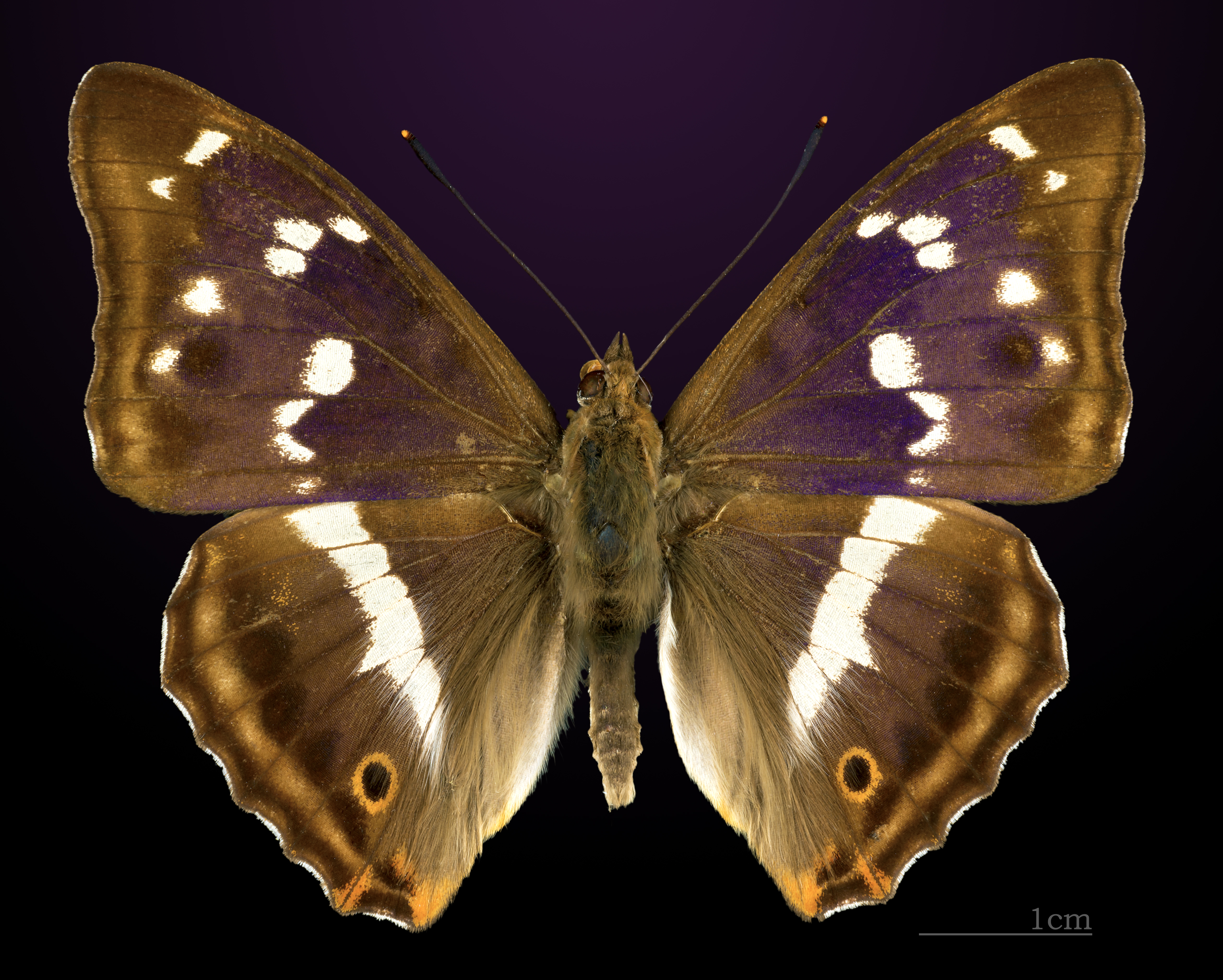
Tornassolada gran
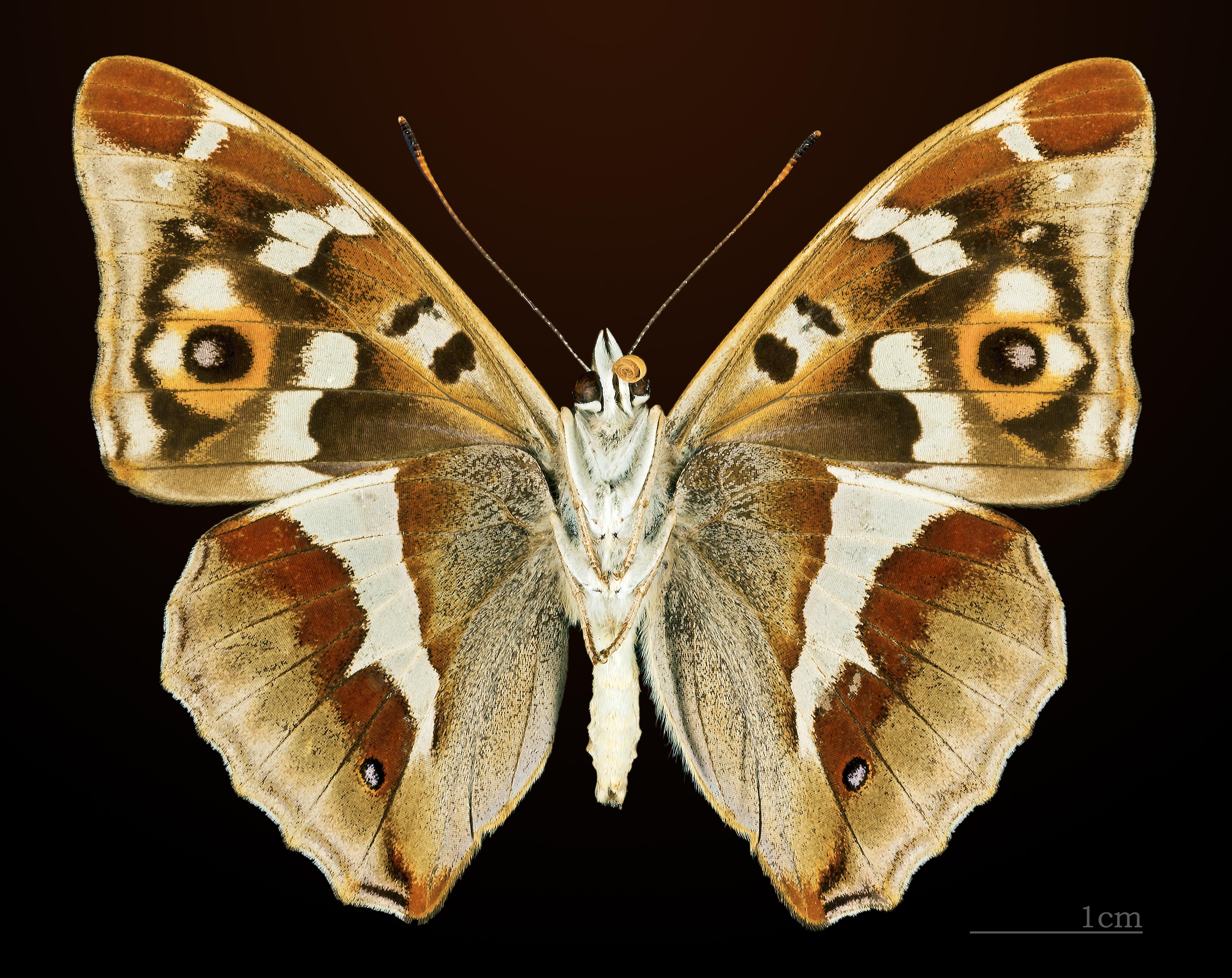
△ Tornassolada gran

### Eruga
Fins a 42 mm de longitud. La seva forma és similar a la d'un llimac. A l'últim estadi és predominantment verda; del cap en surten dues banyes de color ocre, to que s'estén formant una línia una mica més enllà d'aquestes. Hi té diverses franges obliqües de color ocre als laterals. El seu cos acaba en una punta, vorejada pel mateix color ocre. Quan és una larva jove, és verda amb el cap, banyes i cua marrons.

## Hàbitat
Clars de boscos caducifolis i boscos de ribera, sempre on creixi abundantment la planta nutrícia de l'eruga, encara que alguns exemplars poden aventurar-se cap altres zones. Aquesta s'alimenta de Salix caprea, Salix cinerea i Salix alba, principalment.

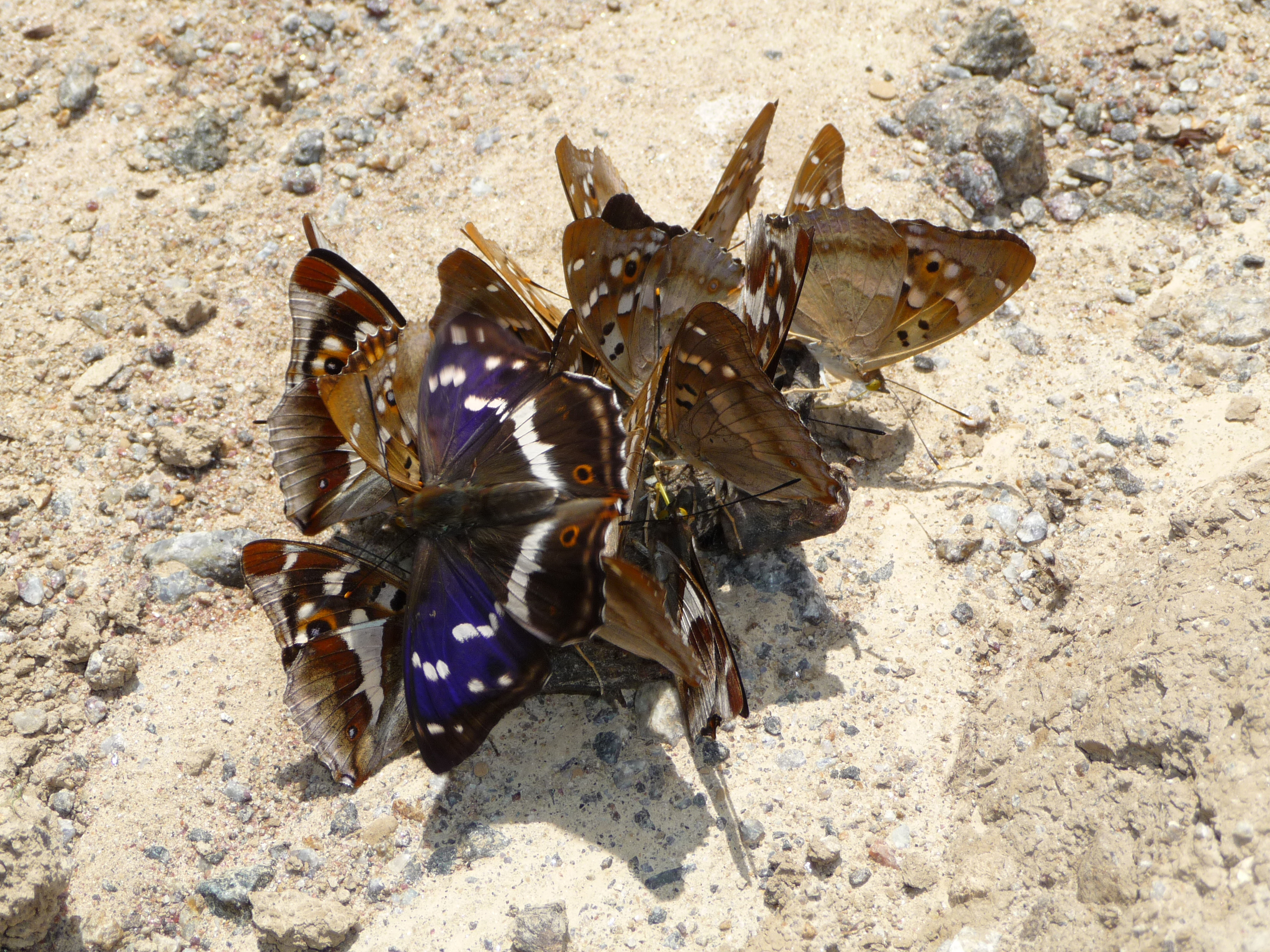
Concentració d'exemplars sobre el cadàver d'una granota.

## Període de vol i hibernació
Vola en una generació a l'any: de mitjans de juny a mitjans d'agost. Hibernació com a larva jove en la base d'una ramificació de la planta nutrícia.

## Comportament
Els adults se senten atrets per fang, fruites podrides, saba d'arbres, excrements de carnívors, suor humana, quitrà calent i vapors de petroli, etc., ja que no s'alimenten de nèctar de flors. Acostumen a descansar a les fulles dels arbres a uns metres del terra.